# 肖恩·希尔 (篮球运动员)
肖恩·希尔（英語：Sean Hill，1992年5月2日—）為美國男子籃球運動員。希尔高中畢業後先就讀马尔科姆X学院兩年，之後在達文波特大學度過一年，最後前往芝加哥州立大學，缺席一年後才代表芝加哥州大打球。2015年9月，巴達霍斯（Club Baloncesto Ciudad de Badajoz）簽下希尔。2017年10月，希尔與牛奶星的一個月合約到期後前往拉脫維亞。2020年6月，希尔加盟中国男子篮球职业联赛吉林东北虎參加復賽，希尔在中華人民共和國政府因COVID-19疫情限制外籍人士入境前已在當地打野球。2021年1月，希尔加盟南京大圣。

## 外部連結
- 肖恩·希尔在Basketball-Reference.com（國際）（英语）
- 肖恩·希尔在Sports-Reference.com（NCAA）（英语）
- 肖恩·希尔在Eurobasket.com（球員）（英语）
- 肖恩·希尔在RealGM（英语）
- 肖恩·希尔在Proballers（英语）
- 肖恩·希尔在Proballers（英语）
- 肖恩·希尔在中国篮球数据库（新浪网）